# 12309 Tommygrav
12309 Tommygrav là một tiểu hành tinh vành đai chính với chu kỳ quỹ đạo là 1636.4908363 ngày (4.48 năm).
Nó được phát hiện ngày 25 tháng 2 năm 1992.